# 于宰勒沃农
于宰勒沃农（法語：Uzay-le-Venon，法語發音：[yzɛ lə vənɔ̃]）是法国谢尔省的一个市镇，位于该省南部，属于圣阿芒蒙龙区。

## 地理
于宰勒沃农（46°48'44"N, 2°27'42"E）面积34.6 平方千米，位于法国中央-卢瓦尔河谷大区谢尔省，该省份为法国中部省份，北起卢瓦雷省，西接卢瓦-谢尔省和安德尔省，南至克勒兹省，东南接阿列省，东临涅夫勒省。
与于宰勒沃农接壤的市镇（或旧市镇、城区）包括：布吕埃尔-阿利尚、拉塞勒、沙瓦讷、孔特尔、梅扬、圣日耳曼代布瓦、圣卢德绍姆。

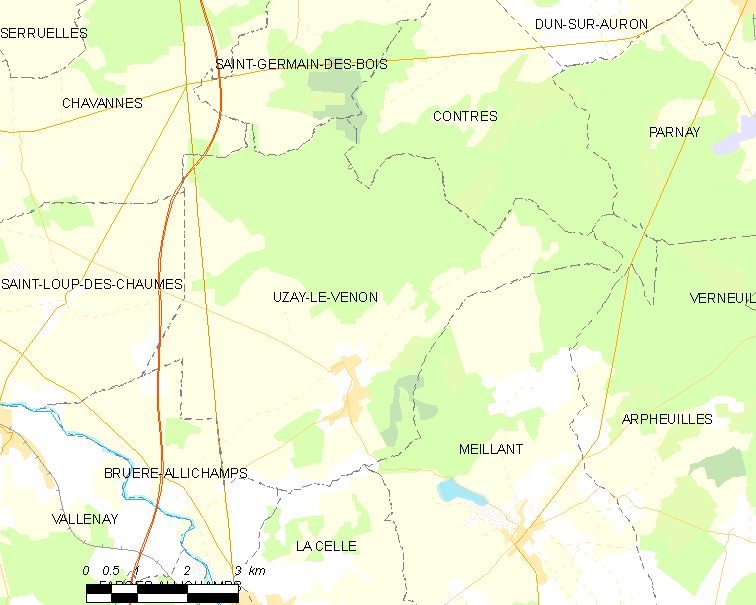
于宰勒沃农的OSM定位图

于宰勒沃农的时区为UTC+01:00、UTC+02:00（夏令时）。

## 行政
于宰勒沃农的邮政编码为18190，INSEE市镇编码为18268。

## 政治
于宰勒沃农所属的省级选区为特鲁伊县。

## 人口

1962-2008年间于宰勒沃农人口变化图示

于宰勒沃农于2022年1月1日时的人口数量为410人。